# Cono Norte
El Cono Norte  és una de les sis àrees que es conformen l'Àrea metropolitana de Lima. Està situat a la part del nord de la metròpoli i d'aquí li ve el nom. Els nivells socioeconòmics dels seus residents varien. Ancón i Santa Rosa són centres turístics de platges populars pels més rics de Lima. La resta de la població és de classe mitjana. És una de les àrees més poblades del Perú.

## Districtes
Els districtes següents formen part del Cono Norte:
- Ancón
- Carabayllo
- Comas
- Independencia
- Los Olivos
- Puente Piedra
- San Martín de Porres
- Santa Rosa